# Gastronomía de Nicaragua
La gastronomía de Nicaragua es variada, Esto a pesar de que en la mayor parte del país se tiene como base en cada comida el maíz, que es común en todos los países de Centroamérica y México.
Cabe decir que cada comida es muy original, como los nacatamales, hechos con masa de maíz que es preparada especialmente. Sin embargo, hay que puntualizar una diferencia entre las comidas de la zona del Pacífico, Atlántico, Norte y Centro del país.   
Algunas de las comidas listadas a continuación se preparan en fechas o días específicos, como lo son los Nacatamales que su preparación son los días viernes, sábado y domingo, y que también algunas personas acostumbran preparar y consumir en Navidad, así como otros platillos que se encuentran en abundancia en ciertos departamentos como por ejemplo el vigorón, cuya cuna es la ciudad de Granada Nicaragua es un país lleno de cultura y tradición

## Centro del país
La base de la alimentación nacional es sobre todo el maíz blanco, los frijoles rojos y el arroz. El maíz blanco es base para la elaboración de productos variados
- Alimentos sólidos, como:
  - Tortillas
  - Güirila variedad de tortilla a base de maíz tierno molido, una verdadera delicia acompañada de una jícara de tibio.
  - Tamales
  - Yoltamales
  - Tamales pisques
  - Cosa de horno (o panes a base de maíz):
    - Perrerreque o pan de elote
    - Torta de elote
    - Rosquillas
    - Rosquetes
    - Viejitas
    - Revueltas de queso

  - Caballo Bayo
  - Indio viejo o masa de cazuela
  - Quesillos
  - Vigorón
  - Ceviche
  - Chancho con yuca
  - Carne asada
  - Gallopinto
- Dulces o confites, como:
  - Gofio
  - Churros
  - Orejas de perro, muy populares en Rivas)

- Alimentos líquidos o bebidas, como:
  - Pinolillo
  - Pinol
  - Tibio
  - Tiste
  - Pozol
  - Linaza
  - Chía
  - Cacao con leche
  - Semilla de jícaro
  - Fresco de jengibre
  - Grama
  - Chilla con tamarindo
  - Chicha
  - Atole
  - Chicha bruja
  - Chicha de coyol
  - Chicha de piña

Es usual el consumo de carne de res, cerdo, pescado y pollo. Además se consumen frutas, sobre todo en forma de jugos y vegetales como parte de la ensalada que acompaña a la comida principal o como parte de las sopas, que son muy populares.

## Comida típica de la Costa Atlántica
La comida de la Costa Caribe, tiene una influencia afrocaribeña por lo que tiene sabores y aromas particulares tales como la leche y aceite de coco, chiles; lo que le da una sazón propia, rica y distinta del resto del país. Pues, además del consumo de arroz y frijoles se consumen ampliamente productos de mar:
- Pescado: Frito, seco o en sopa.
- Huevos y carne de tortuga
- Mariscos
- Caracoles
- Cangrejos
- Rondón
- Pan de coco
- Patí
- Huevos de pescado

También se consumen raíces como: yuca, malanga. Frutas como plátanos y cocos. La Costa Caribe es muy conocida además, por sus especialidades horneadas dulces o saladas que son un deleite al paladar como sus deliciosos panes de coco, patí, pan bon.

## Región del Pacífico y alrededores
Además del maíz, se consumen el arroz y frijoles fritos, separados o revueltos (gallopinto), además de carne de res, pollo, cerdo, carnes de cacería y pescados y mariscos aunque en mucha menor cantidad. Asimismo, productos lácteos (queso, crema de leche, quesillo).
En Nicaragua, se debe señalar que la comida es rica en sabor, pero también en grasa porque es frita esencialmente y son comunes las fritangas que son ventas de comida en las calles como en demás los países de la región, donde se vende:
- Plátanos fritos
- Carnes asadas
- Queso frito
- Tacos dorados
- Antojos acompañados usualmente de ensalada y chile
- Enchiladas
- Baho
- Chancho con yuca

## Platos tradicionales
Existen algunas comidas que son tradicionales en algunas celebraciones como:
- Guisos con carne o de vegetales como papa o pipián con crema.
- Arroz con pollo y variedades de vegetales, acompañado con pan, que se consume popularmente en fiestas infantiles.
- Guiso de maíz y carne que se come todo el año, pero en particular en algunas fiestas religiosas tradicionales.
- La sopa de queso que lleva unas tortas fritas de maíz, que acompañan este caldo, que se consume en Semana Santa.

## Sopa de cuajada o queso
Son muy populares las sopas de cuajada o queso, que pueden prepararse de diferentes ingredientes y existen algunas que se preparar en determinadas fechas. 
La sopa de queso se consume en Semana Santa; esta lleva unas tortas fritas de maíz, que acompañan al caldo. 
Es normal que los día lunes y domingos se preparen y vendan sopas como la sopa de gallina, de res (carne) o de mariscos.
Sopa de mondongo de Masatepe.
Sopa de rabo.
Sopa de albóndigas de masa y pollo.

## Derivados del maíz
Es notoria la cantidad de alimentos derivados del maíz que se consumen en Nicaragua, como en toda la región mesoamericana.
Algunos muestras de ellos son:
- Tortillas de maíz (de mayor tamaño y grosor que la mexicana) y son acompañantes de la comida diaria.
- Guirilas
- Tamales con o sin relleno
- Yoltamales o tamales de maíz tierno
- Nacatamales
- Tamugas (Oriundas de Masatepe)
- Perrerreque (Pan de maíz)

Algunas bebidas que se preparan con maíz son el tiste, el pozol, el pinolillo, el pinol, el atol, la chicha.
Asimismo, el maíz se emplea para producir bebidas alcohólicas como la chicha bruja y la cususa. Así como los guisos de masa de maíz con carne: como el Indio Viejo, la masa de cazuela y los pinoles de garrobo.

## Bebidas
Se toman muchos jugos de frutas tropicales, además de los señalados anteriormente que se derivan del maíz. Dentro de las bebidas típicas tradicionales están: Chicha de maíz, cacao, pinolillo, semilla de jícaro, cebada, chía con tamarindo, tiste, arroz con piña, pinol blanco. Estas bebidas se encuentran mucho en los restaurantes típicos y en las ventas que ofrecen refrescos populares.

## Postres
Entre los postres tradicionales se pueden encontrar:
- Ayote en miel
- Gofios
- Cusnaca de mango, jocote y nancite (juntas o por separado)
- Dulces de frutas
- Dulces de leche, manjar
- Buñuelos
- Dulces hechos a base de maíz con dulce de piloncillo (panela, raspadura)
- Atoles y atolillo (una especie de flan)
- Tamales dulces
- Pastel de tres leches
- Panes de maíz dulces.
- Piñonate
- Rosquetes
- Caramelos de nancite
- Almíbar de jocote, mango, papaya y grocella.
- Espumilla
- Cajetas de coco, leche, collolito y papaya.
- Caramelos chimbos
- Toronja en miel seca y con miel
- Lecheburra
- Melcocha
- Bienmesabe
- Alfeñique
- Cajetas de leche